# Comunità montana Valsesia
La Comunità montana Valsesia è stata una comunità montana del Piemonte.

## Storia

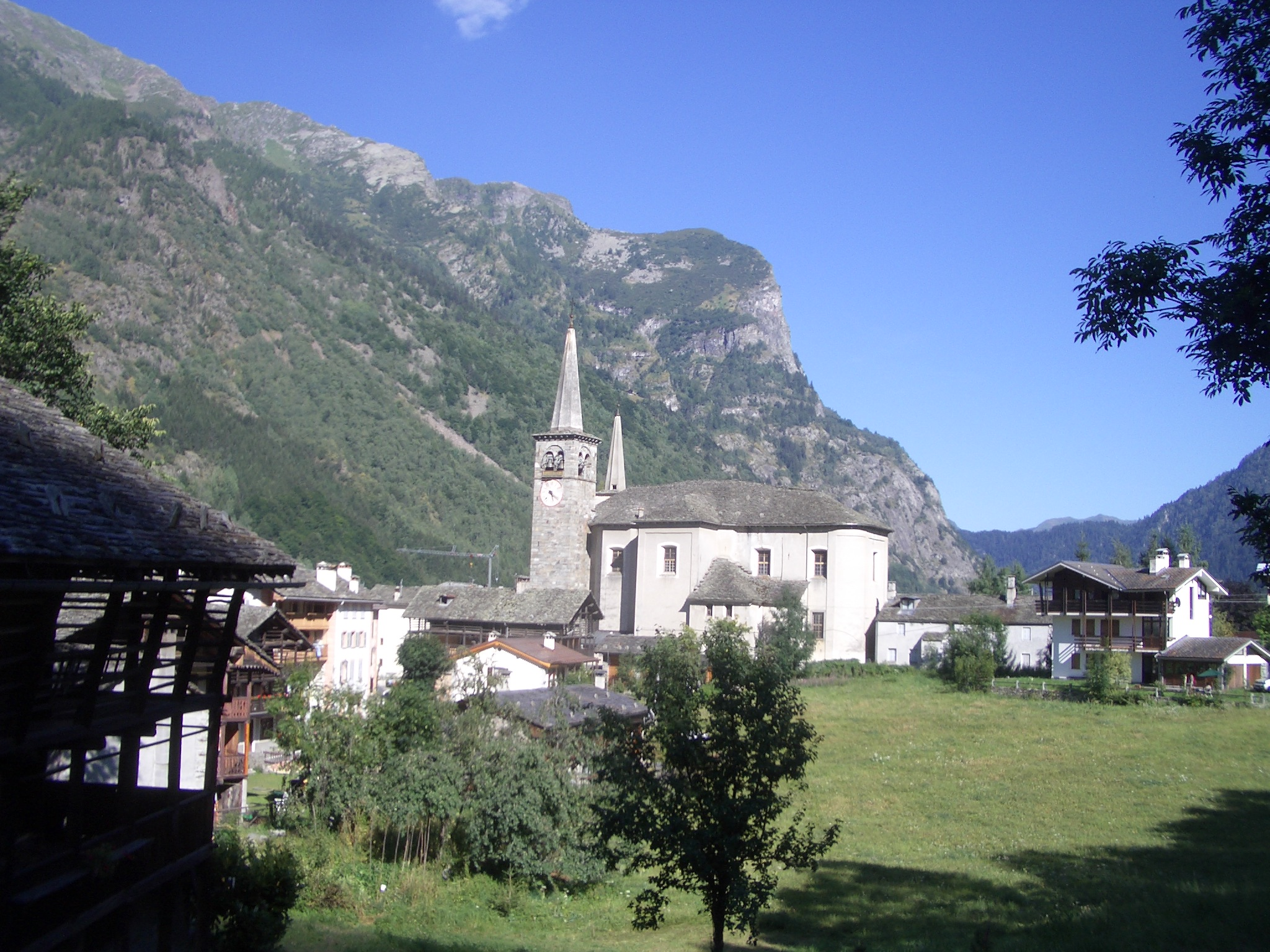
Riva Valdobbia, nell'alta valle

L'ente univa 28 comuni della Valsesia, con una popolazione di 32.870 (al 31 dicembre 2006) abitanti. Il territorio, con un'estensione di 763 chilometri quadrati, è posto a un'altitudine media di 797 m s.l.m. ed è ricoperto di boschi e foreste per circa il 60% della sua superficie.
L'ente è stato soppresso, insieme alle altre comunità montane del Piemonte, con la Legge regionale 28 settembre 2012, n. 11. A partire dall'ottobre 2015, ad essa è succeduta l'Unione Montana dei Comuni della Valsesia.

## Sub-aree

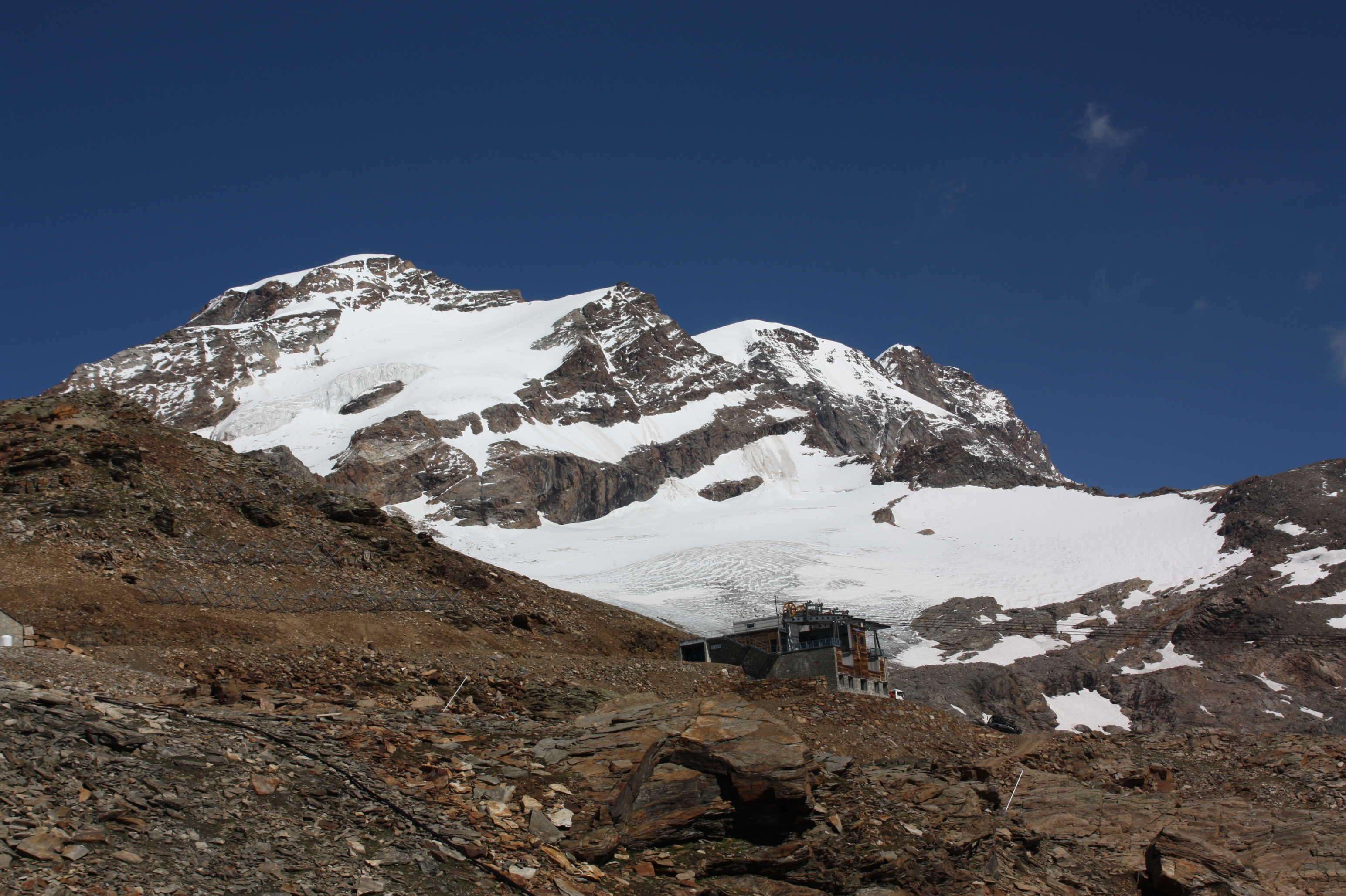
Il Monte Rosa visto dal passo dei Salati

L'area della comunità montana veniva convenzionalmente suddivisa in 5 aree secondo la posizione geografica:
- Val Grande, comprendente la parte alta della valle del fiume Sesia, composta da 10 comuni:
  - Alagna Valsesia
  - Balmuccia
  - Campertogno
  - Mollia
  - Pila
  - Piode
  - Rassa
  - Riva Valdobbia
  - Scopa
  - Scopello
- Val Sermenza, comprendente la valle del torrente Sermenza, composta da 5 comuni:
  - Boccioleto
  - Carcoforo
  - Rima San Giuseppe
  - Rimasco
  - Rossa
- Val Mastallone, comprendente la valle del torrente Mastallone, composta da 5 comuni:
  - Cervatto
  - Cravagliana
  - Fobello
  - Rimella
  - Sabbia
- Area di Varallo, comprendente Varallo e due comuni limitrofi:
  - Civiasco
  - Varallo
  - Vocca
- Bassa Valsesia, comprendente i 5 comuni della parte inferiore della valle del Sesia:
  - Borgosesia
  - Breia
  - Cellio
  - Quarona
  - Valduggia

## Simboli
Lo stemma e il gonfalone erano stati concessi con D.P.R. del 25 febbraio 2008.
Il gonfalone è un drappo di giallo con la bordatura di azzurro.